# Beleznay András
Pilisi Beleznay András (XVI-XVII. század) Somogy és Pest vármegyei birtokos.

## Élete
Ő az első bizonyítható tagja a pilisi Beleznay családnak. András a család birtokában a XIV. századtól lévő Beleznán gazdálkodott. Azt pontosan nem lehet tudni, hogy milyen érdemeiért kapta II. Ferdinándtól új adományt nyert, Pilist. András volt a család nemességének megalapozója, ő volt az első, aki a pilisi előnevet használta. Bár egyes források szerint a család a beleznai és pilisi előneveket használta.